# إيلي قالبرايث-كناب
إيلي قالبرايث-كناب (بالإنجليزية: Eli Galbraith-Knapp)‏ هو لاعب كرة قدم أمريكي في مركز الوسط، ولد في 12 أكتوبر 1991 في سان دييغو في الولايات المتحدة. لعب مع تولسا روناكس ونادي توكسون.